# Cá nhám cưa sáu khe mang
Cá nhám cưa sáu khe mang (tên khoa học Pliotrema warreni) thuộc chi Pliotrema, họ Pristiophoridae. Chúng được tìm thấy trong các vùng biển cận nhiệt đới phía tây Ấn Độ Dương giữa vĩ độ 23 ° S và 37 ° S, ở độ sâu từ 60 tới 430 m. Chiều dài của nó lên tới 1,7 mét.
Chúng có sự hiện diện của sáu cặp khe mang (tính cả hai bên) nhưng không nằm trong bộ Hexanchiformes. Vì vậy, chúng được xếp vào chi riêng để phân biệt với các loài cá nhám cưa khác chỉ có năm cặp khe mang.